# Example

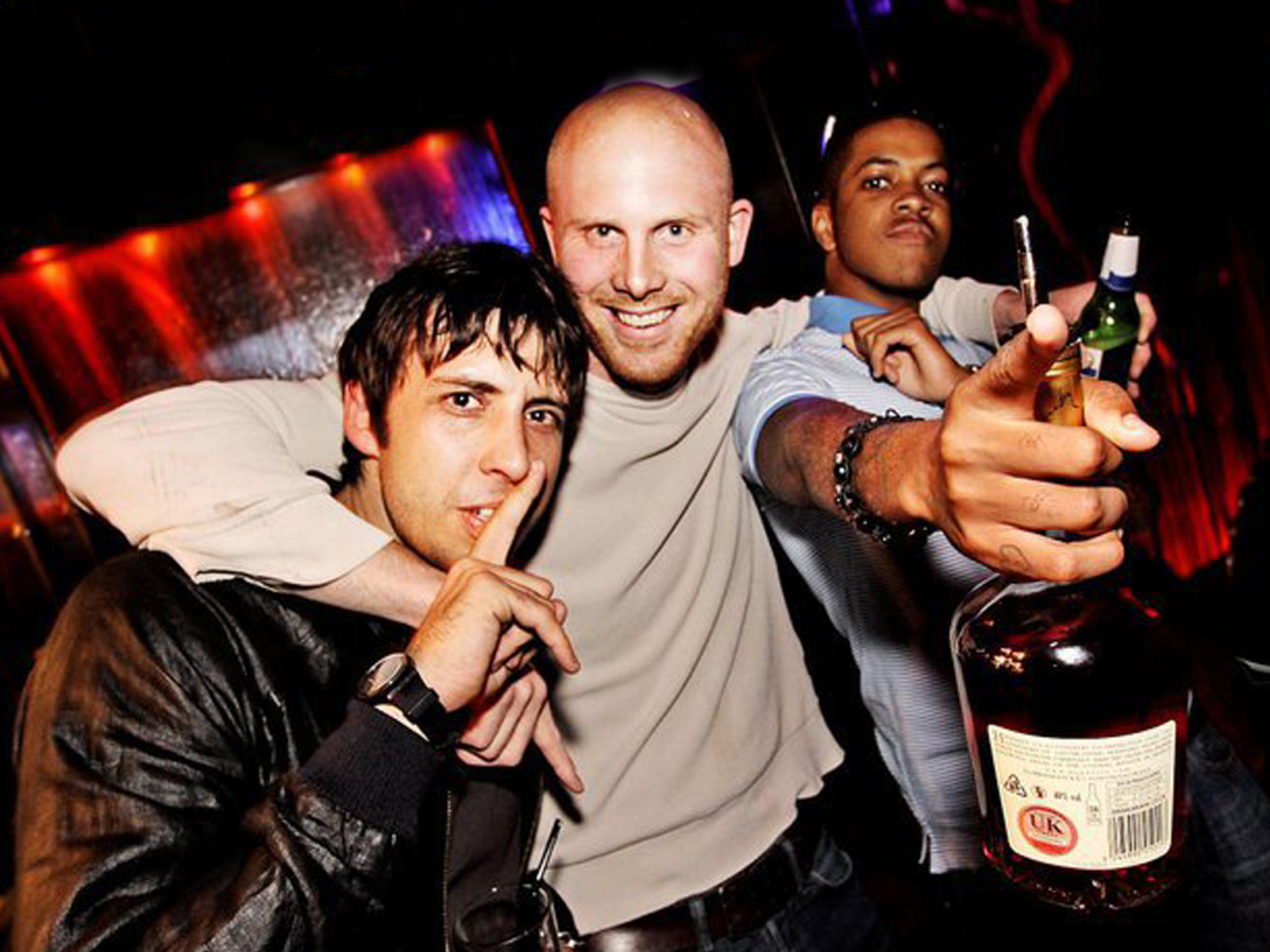
Example (links außen) zusammen mit dem Rapper Chip (rechts außen)

Example (* 20. Juni 1982 in Hammersmith, London; richtiger Name Elliot John Gleave) ist ein britischer Rapper und Sänger.

## Leben
Elliot Gleave wurde 1982 in Hammersmith geboren und war das ältere von zwei Kindern. Er besuchte die All Saints Primary School in Fulham. Er ging später auf das ADT College (heute Ashcroft Technology Academy) in Wandsworth.
Im Jahr 2000 besuchte Elliot die Royal Holloway, University of London, um Filmregie zu studieren. Während des Studiums begann er als MC zu musizieren. Während dieser Zeit traf er Joseph Gardner, AKA Rusher, den Produzenten, mit dem er noch heute zusammenarbeitet. Gleave und Gardner erstellten ein Konzeptalbum in der Audioabteilung der Universität. Einer von diesen Songs wurde zum Beispiel Examples erste White-Label-Vinyl-Veröffentlichung A Pointless Song.
Nach seinem Abschluss im Jahr 2003 arbeitete Gleave für ein Jahr in Australien in den Requisitenabteilungen von Filmen wie Star Wars: Episode III – Die Rache der Sith. Er kehrte nach England zurück und wurde ein Voice-Over-Künstler und Editor für den Paramount Comedy Channel (jetzt Comedy Central). Ebenso arbeitete er als Redakteur bei MTV Networks.
Gleave sagte in einem Interview, dass er aufgrund seiner Einführung in den Musikbereich Hip-Hop über Alben von Wu-Tang Clan und Snoop Dogg heute auch im Bereich des Raps tätig sei.
Gleave ist Vater zweier Söhne.

### Künstlername
Sein Künstlername Example entstand durch die Abkürzung seines Namens E. G. (Elliot Gleave), das in der englischen Sprache example (deutsch für ‚zum Beispiel‘) bedeutet.

### Karriere

#### 2004–2008: Plattenvertrag undWhat We Made
Nach dem Release dreier Singles über sein eigenes Label All the Chats, einschließlich der ursprünglichen 7"-Version von I Don’t Want To im Januar 2006, erhielt er Aufmerksamkeit von Pete Tong, Zane Lowe und anderen DJs des britischen Radiosenders BBC Radio 1. Ebenso zeigten Mitarbeiter von vier Plattenfirmen großes Interesse an Example.
Nach der Unterzeichnung eines Vertrags im April 2006 mit dem Plattenlabel Beats veröffentlichte er mit dem Titel Vile seine Antwort auf Lily Allens Nummer-eins-Hit Smile, der zu dieser Zeit einer der meistgespielten Songs auf BBC Radio 1 war.
Seine erste „richtige“ Release auf dem Plattenlabel Beats war What We Made im November 2006, das Video handelt von der Katastrophe von Tschernobyl in der Ukraine. Es war der Vorbote seines gleichnamigen Albums What We Made.
Im September 2007 erschien dann Examples’ Debütalbum What We Made, das eigentlich bereits im Juni 2007 erscheinen sollte.
Examples’ zweite offizielle Beatssingle wurde im März 2007 veröffentlicht. Sie trägt den Titel You Can’t Rap, gefolgt von einem Re-Release von I Don’t Want to am 11. Juni 2007. Seine dritte Single So Many Roads, ein Cover des Songs We’ve Only Just Begun von The Carpenters, war seine letzte Single, die über das Label Beats erschien, das Ende des Jahres 2007 pleiteging.
Nachdem sich Beats schließlich trennte, veröffentlichte Example seine nächste Single Me + Mandy am 10. März 2008 über sein eigenes Label All the Chats. Das Video zu Me + Mandy wurde insgesamt vier Tage und Nächte in London gedreht, es spielt an über 30 Standorten mit über 40 Statisten. Gedreht wurde es von Examples’ Freund Henry Scholfield, der auch Regisseur für seine Musikvideos von Vile, You Can’t Rap und I Don’t Want to war.
Im Februar 2008 versuchte sich Example als Stand-up-Comedian in der Serie The Culture Show des britischen Radiosenders BBC2. Betreut vom englischen Comedian Richard Herring, übte er sich sechs Wochen in dieses Genre ein, wonach er seinen ersten Auftritt vor zahlreichen Zuschauern im Covent Garden Pub in London hatte. Eine Woche später spielte er neben Richard Herring, Phill Jupitus und Harry Hill am Lyric Hammersmith Theatre, wo er bereits vor zehn Jahren, während er an der ADT Hochschule studierte, aufgetreten war.

#### 2009–2010:Won’t Go Quietly
Im September 2009 hatte er mit dem Song Watch the Sun Come Up seinen ersten Charterfolg. Das Lied erschien als Vorbote seines zweiten Studioalbums Won’t Go Quietly, das über das Plattenlabel Data Records erschien. Die Single stieg auf Platz 20 der UK Singles Charts ein und kletterte in der folgenden Woche bis auf Nummer 19. Die Single Won’t Go Quietly wurde, am 17. Januar 2010 veröffentlicht. Sie erreichte Platz 6 im Vereinigten Königreich und wurde somit Examples’ erster Top-10-Hit. Auch in Irland fand sich dieser Song in den Charts wieder. Dort erreichte er Rang 36. Im April 2010 kündigte er an, dass das Album Won’t Go Quietly am 21. Juni 2010 veröffentlicht wird. Des Weiteren veröffentlichte er am 13. Juni 2010 den Song Kickstarts als Single. Mit diesem Song hatte er am 13. April auf dem Radiosender BBC Radio 1 – dank DJ Zane Lowe – sein Radiodebüt. Kickstarts wurde von Sub Focus produziert und stieg in Großbritannien auf Platz 3 der Charts ein. In der folgenden Woche erschien auch das Album Won’t Go Quietly, das auf Platz 4 in den UK Albums Chart debütierte. Als vierte Single aus seinem Album erschien am 12. September 2010 Last Ones Standing, mit dem er bis auf Rang 27 im Vereinigten Königreich und 37 in Irland stieg. Am 14. November 2010 veröffentlichte er die letzte Single aus dem Album. Two Lives erreichte allerdings nur Platz 84 der UK Singles Charts.

#### 2011–2012:Playing in the Shadows
Im Juni 2011 erschien das Lied Changed the Way You Kiss Me als Ankündigung seines Albums Playing in the Shadows als Single. Der Song stieg an der Spitze der UK Charts ein und wurde sein bisher größter Erfolg. Changed the Way You Kiss Me erreichte die Top-10 vieler europäischer Länder und konnte in Australien Platinstatus erreichen. Die zweite Singleauskopplung des Albums war Stay Awake. Das Lied wurde von Nero produziert und erschien am 28. August 2011. Auch diese Single stieg bis auf Platz eins der UK-Charts. Seine dritte Singleauskopplung hieß Midnight Run. Sie wurde im Dezember 2011 veröffentlicht und erreichte Platz 30 in den UK Singles Chart.
Im September 2011 wurde sein drittes Studioalbum Playing in the Shadows veröffentlicht. Auch das Album debütierte auf Platz eins in den UK Albums Charts und wurde auch in vielen anderen Länder wie Australien, Irland oder Neuseeland ein großer Erfolg.

#### 2012–2013:The Evolution of Man
Im Frühjahr 2012 erschien in Deutschland, Österreich und der Schweiz der Song Kickstarts als Re-Release, das vom Schweizer House-DJ DJ Antoine produziert wurde, der auch seinen Remix dieser Single beisteuerte. Durch dieses Re-Release konnte Example auch in die deutschen und österreichischen Charts einsteigen.
Example schrieb für die Boygroup The Wanted 2012 den Song Chasing the Sun. Der Track wurde als Single im April 2012 in den Vereinigten Staaten und im Mai 2012 im Vereinigten Königreich mit Remixen von Hardwell und Tantrum Desire veröffentlicht und erreichte Platz 2 in der UK Singles Chart und war auch in anderen Ländern sehr erfolgreich.
Im Januar 2012 unterzeichnete Example einen Plattenvertrag mit dem US-Plattenlabel Mercury, einem Sublabel von Universal Music. Er hoffte mit seinem nächsten Album auch in den Vereinigten Staaten Anerkennung zu erhalten.
Am 17. August 2012 wurden die Tourdaten des Jahres 2013 bekannt gegeben. Die Tour mit 13 Auftritten begann am 11. Februar 2013 in Bournemouth und endete am 1. März 2013 in der Manchester Arena. Unterstützung bekam er vom britischen Dubstep-Produzent Benga, der auch Examples Albumtrack Come Taste the Rainbow produzierte.
Die Single Say Nothing wurde im September 2012 veröffentlicht und stieg auf Platz 2 der UK-Charts. Die zweite Single des Albums Close Enemies wurde im November 2012 veröffentlicht und stieg auf Platz 37 der UK-Charts. Die dritte und letzte Single des Albums Perfect Replacement wurde im Februar 2013 veröffentlicht und stieg auf Platz 46 der UK-Charts.

#### 2013–2015:Live Life Living
Die erste Single des Albums Live Life Living, namens All the Wrong Places erschien im September 2013 und erreichte Platz 13 der UK-Charts. Die zweite Single Kids Again erschien im März 2014 und erreichte auch diese position in den UK-Charts. Die dritte Single One More Day (Stay With Me) erschien im Juni 2014 und erreichte in den UK-Charts Platz 4. Die vierte und letzte Single 10 Million People erschien im Oktober 2014.
Am 10. Juli 2015 wurde die Single Whisky Story veröffentlicht. Die Single Later folgte im August 2016. Die nächste Single The Answer im Januar 2018.

#### 2015–2018:Bangers & Ballads
Im Juni 2018 kündigte Example sein sechstes Album an. Die erste Single Back for More erschien am 3. August. Die zweite Single Show Me How to Love folgte am 10. August. Die dritte Single des Albums Sit Down Gary erschien am 17. August, der gleiche Tag an dem das Album erschien. Das Album kombiniert die Musikbereiche des UK Garage, sowie des britischen Hip-Hops und Trance.

#### 2019-heute:Some Nights Last for Days
Nach seines sechsten Albums erschienen eine reihe von Singles wie All Night, Money, Click, Do It So Well und Sun Hits Your Eyes.
Im April 2020 kündigte Example sein siebtes Album an. Die erste Single Paperclips (Isolation Freestyle) erschien am 24. April. Die zweite Single Erin, ein Lied über seine Frau, erschien am 8. Mai. Das Album wird am 12. Juni folgen. Auf diesem Album kehrt Example zu seinen britischen Hip-Hop Wurzeln zurück.
Von Januar bis Februar 2025 nahm Example als Bear an der sechsten Staffel der britischen Version von The Masked Singer teil, in der er den fünften Platz erreichte.

## Diskografie
Studioalben

| Jahr | Titel                                | Höchstplatzierung, Gesamtwochen, AuszeichnungChartplatzierungen (Jahr, Titel, Platzierungen, Wochen, Auszeichnungen, Anmerkungen) | Höchstplatzierung, Gesamtwochen, AuszeichnungChartplatzierungen (Jahr, Titel, Platzierungen, Wochen, Auszeichnungen, Anmerkungen) | Höchstplatzierung, Gesamtwochen, AuszeichnungChartplatzierungen (Jahr, Titel, Platzierungen, Wochen, Auszeichnungen, Anmerkungen) | Höchstplatzierung, Gesamtwochen, AuszeichnungChartplatzierungen (Jahr, Titel, Platzierungen, Wochen, Auszeichnungen, Anmerkungen) | Anmerkungen                              |
| Jahr | Titel                                | DE | AT | CH | UK | Anmerkungen                              |
| ---- | ------------------------------------ | --- | --- | --- | --- | ---------------------------------------- |
| 2007 | What We Made                         | — | — | — | UK125 (1 Wo.)UK | Erstveröffentlichung: 17. September 2007 |
| 2010 | Won’t Go Quietly                     | — | — | — | UK4 Gold · (35 Wo.)UK | Erstveröffentlichung: 21. Juni 2010      |
| 2011 | Playing in the Shadows               | DE43 (3 Wo.)DE | — | CH59 (1 Wo.)CH | UK1 Platin · (45 Wo.)UK | Erstveröffentlichung: 5. September 2011  |
| 2012 | The Evolution of Man                 | — | — | — | UK13 Gold · (16 Wo.)UK | Erstveröffentlichung: 18. November 2012  |
| 2014 | Live Life Living                     | — | — | — | UK8 (5 Wo.)UK | Erstveröffentlichung: 7. Juli 2014       |
| 2018 | Bangers & Ballads                    | — | — | — | — | Erstveröffentlichung: 17. August 2018    |
| 2020 | Some Nights Last for Days            | — | — | — | — | Erstveröffentlichung: 12. Juni 2020      |
| 2022 | We May Grow Old But We Never Grow Up | — | — | — | UK64 (1 Wo.)UK | Erstveröffentlichung: 17. Juni 2022      |

## Filmografie
Während der Dreharbeiten des Promovideos für seinen Track What We Made in der verlassenen Stadt Prypjat im Norden der Ukraine drehte Example auch einen 18-minütigen Dokumentationsfilm in den dortigen Geisterstädten, verlassenen Schulen, Hotels und Vergnügungsparks. Viele von den Gebäuden sind noch genauso erhalten wie vor der Katastrophe. Er sagte: „Ich glaube nicht, dass irgendjemand, der hier gewesen ist, für die Kernenergie sein kann“. Angesichts von Verödung und Zerfall bemerkte er: „Ich habe vor kurzem etwas darüber gelesen, dass wir nur überleben könnten, wenn wir Nuklearenergie verfügbar machten, aber da denkst du: Warum sollten wir das geschehen lassen, nachdem wir das gesehen haben?“

## Auszeichnungen
| Jahr | Event                      | Kategorie                        | Nominiertes Werk            | Ergebnis  |
| ---- | -------------------------- | -------------------------------- | --------------------------- | --------- |
| 2010 | Popjustice £20 Music Prize |                                  | Kickstarts                  | Gewonnen  |
| 2011 | BT Digital Music Awards    | Best Male Artist                 |                             | Nominiert |
| 2011 | BT Digital Music Awards    | Best Independent Artist or Group |                             | Nominiert |
| 2011 | 4Music Video Honours       | Best Boy                         |                             | Nominiert |
| 2011 | 4Music Video Honours       | Best Video                       | Changed the Way You Kiss Me | Nominiert |
| 2011 | 4Music Video Honours       | Best Video                       | Stay Awake                  | Nominiert |
| 2012 | BRIT Awards                | British Single                   | Changed the Way You Kiss Me | Nominiert |